# Nicolaasweg
De Nicolaasweg is een straat in de wijk Oudwijk in Utrecht, de hoofdstad van de Nederlandse provincie Utrecht. De straat loopt van de Baanstraat en  Van Limburg Stirumstraat in het noorden tot de Abstederdijk in het zuiden en kruist de Minstroom via de Nicolaasbrug. Zijstraten van de Nicolaasweg zijn de Paarlstraat, het Minervaplein en de Homeruslaan/Mecklenburglaan.
De bewoners van Het Bildt, een buurtschap op de plaats van het huidige De Bilt, trokken sinds mensenheugenis langs de Nicolaasweg en het Absteder Zandpad (nu Abstederdijk) naar hun parochiekerk van St. Nicolaas binnen de stadsmuren van het Middeleeuwse Utrecht, die zij via de Tolsteegpoort bereikten.
Tegen het einde van de dertiende eeuw werd de Biltstraat aangelegd door de toen drooggelegde moerassen. Deze werd al spoedig met stenen geplaveid en was daarmee een van de oudste straatwegen van Nederland (Biltse Steenstraat). Hiermee verloor de Nicolaasweg haar doorgaande functie. Eind negentiende eeuw, bij de aanleg van het Wilhelminapark verloor de straat de helft van haar lengte aan de Van Limburg Stirumstraat.

## Fotogalerij

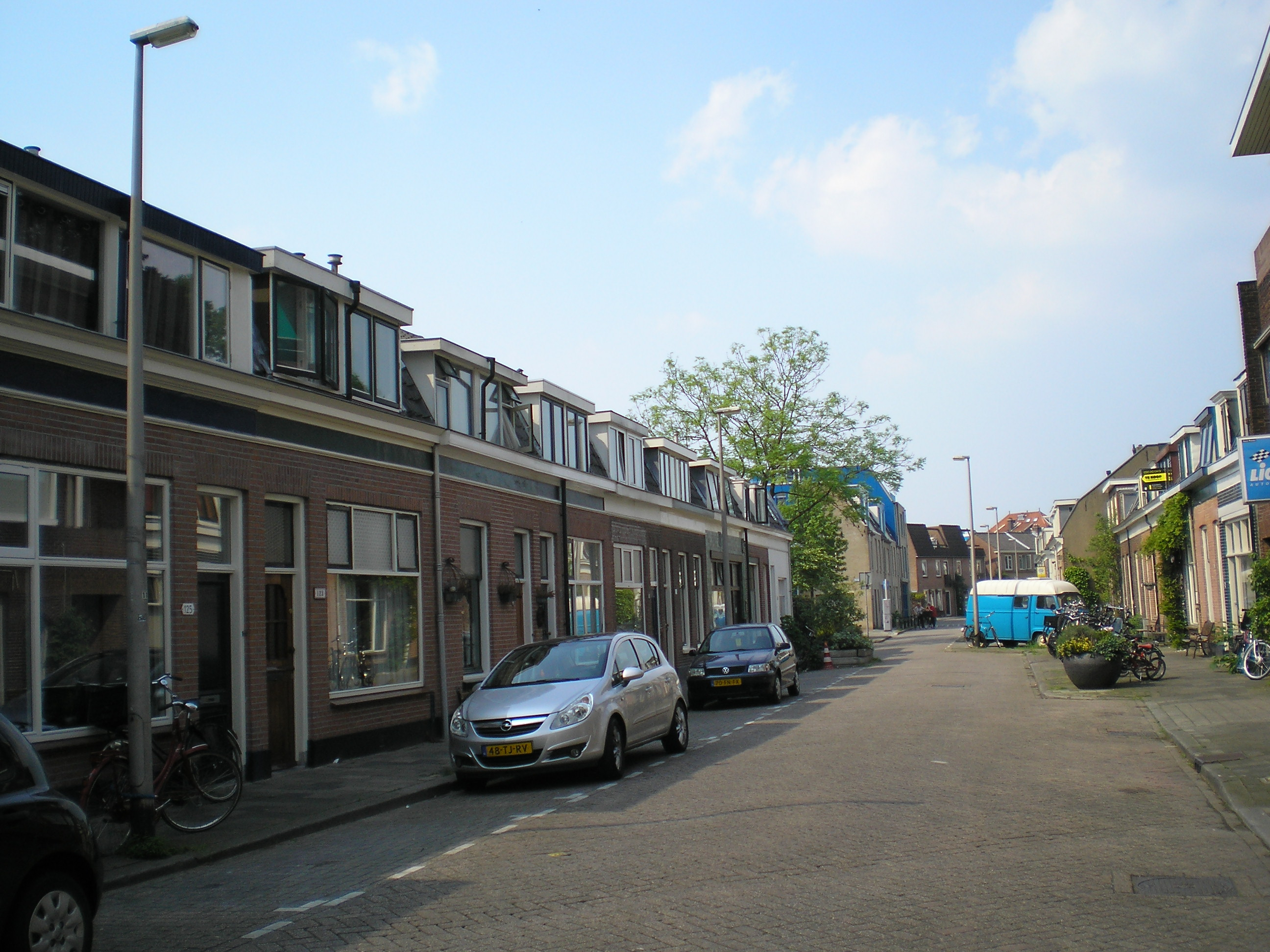
Nicolaasweg te Utrecht
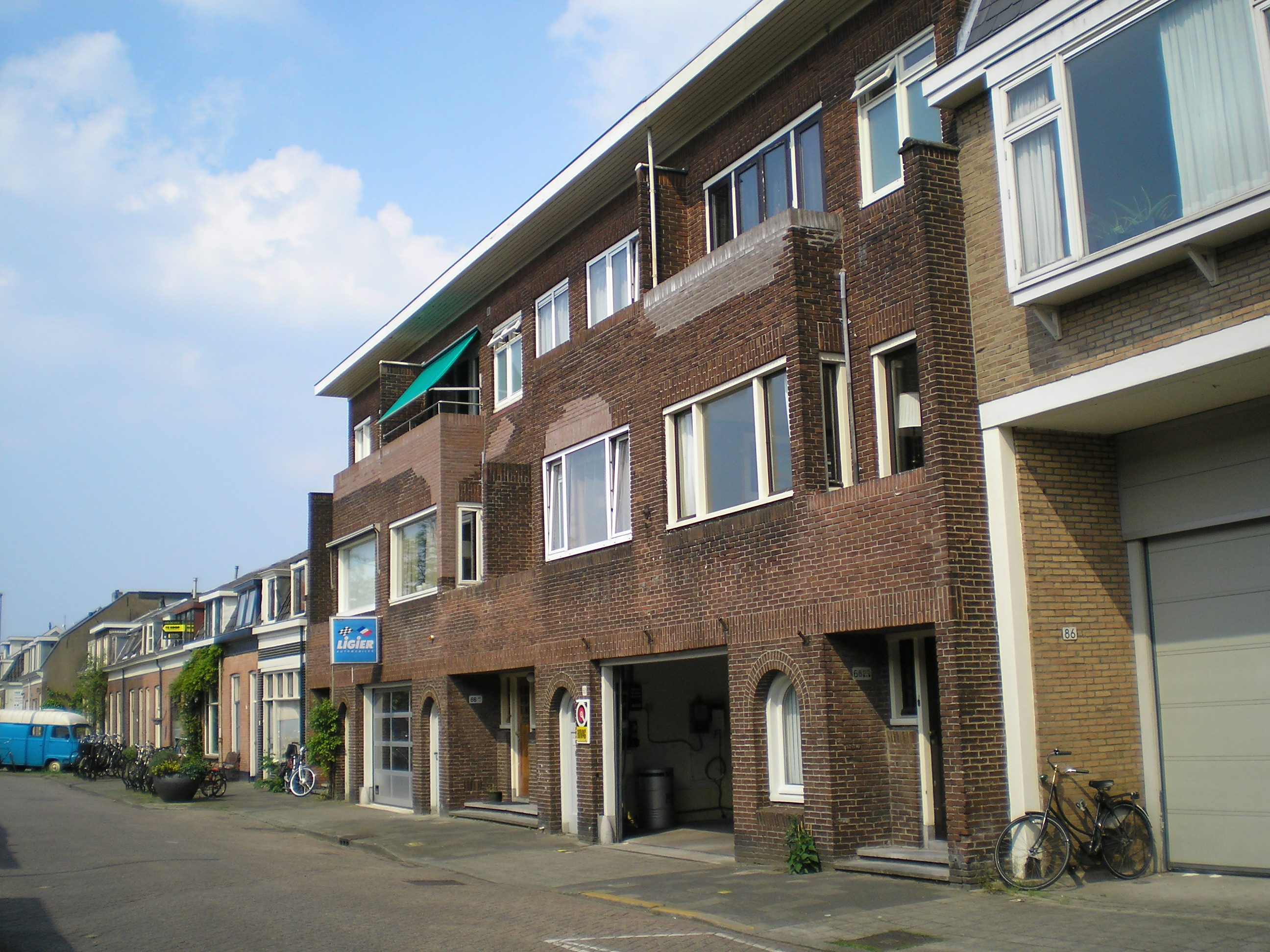
Autobedrijf Parkwijk aan de Nicolaasweg 66-68

Burgemeester Reigerstraat ·
Nicolaasweg · 
Oudwijkerdwarsstraat ·
Oudwijkerveldstraat ·
Van Limburg Stirumstraat ·  
Zonstraat